# Tesoro di Hoxne

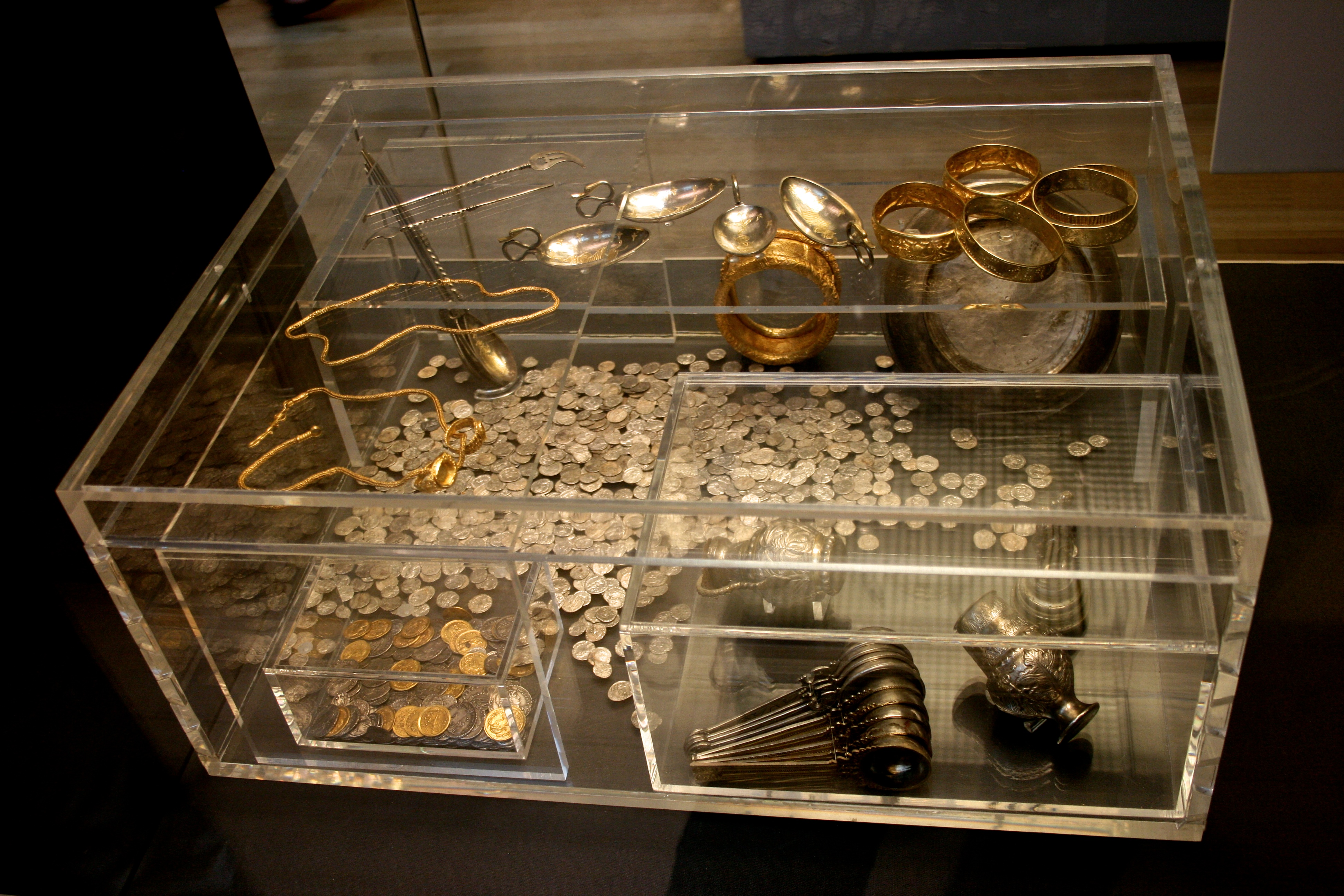
Ricostruzione del cofano del tesoro

Il tesoro di Hoxne (in inglese Hoxne Hoard) è il più grande tesoro di oro e argento di età tardo-romana ritrovato in Gran Bretagna, e la più grande raccolta di monete in oro e argento del IV secolo e V secolo rinvenuta all'interno del territorio dell'Impero romano. Ritrovato il 16 novembre 1992 con l'aiuto di un cercametalli nei pressi del villaggio di Hoxne, nel Suffolk, il tesoro di Hoxne consiste di 14.865 monete romane in oro, argento e bronzo, oltre a circa 200 pezzi di vasellame in argento e di gioielleria in oro. Tutto il tesoro è ora conservato presso il British Museum di Londra, dove i pezzi principali sono esposti permanentemente. Nel 1993 il Treasure Valuation Committee valutò il tesoro circa 1,75 milioni di sterline.
Il tesoro fu sepolto in una scatola di legno di rovere, con gli oggetti ordinati per tipologia: alcuni di essi furono raccolti in cassette di legno più piccole e altri in sacchetti o avvolti nel tessuto. Resti della cassa e dei suoi accessori, come le cerniere e le serrature, sono stati recuperati nello scavo. Le monete del tesoro ne permettono la datazione a dopo il 407, che è considerata la data della fine della dominazione romana in Britannia. I proprietari del tesoro e le ragioni del suo seppellimento sono sconosciuti: il contenuto, accuratamente impacchettato, sembra paragonabile a quello che una famiglia molto ricca della zona avrebbe potuto possedere. Inoltre, vista la mancanza di grandi vassoi in argento e di pezzi di gioielleria comuni a quei tempi, si ritiene che il tesoro rappresenti solo una parte delle ricchezze del proprietario.
Il tesoro di Hoxne comprende diversi oggetti rari e preziosi, inclusa una catena per il corpo in oro e alcune pepaiole (piperatoria) in argento dorato. Il tesoro è importante anche perché la sua scoperta fu segnalata agli archeologi prima di essere estratto, e fu dunque possibile scavarlo studiandone la disposizione originaria intatta; questa collaborazione tra archeologi e cacciatori di tesori dilettanti influì su un mutamento della legge britannica che regola il ritrovamento di tesori.

## Ritrovamento e studio

### Scoperta e scavo iniziale
Il tesoro fu scoperto nel campo di una fattoria, circa 2,4 km a sud-ovest del villaggio di Hoxne nel Suffolk, il 16 novembre 1992. Peter Whatling, il fittavolo, aveva perduto un martello e chiese al suo amico Eric Lawes, giardiniere in pensione e cerca-metalli dilettante, di aiutarlo a ritrovarlo. Mentre cercava nel campo col suo cerca-metalli, Lawes scoprì dei cucchiai in argento, gioielli in oro e numerose monete d'oro e di argento. Dopo aver recuperato alcuni pezzi, Lawes e Whatling notificarono la scoperta ai proprietari del terreno, il Suffolk County Council, e alla polizia, senza provare a trovare altri oggetti.
Il giorno successivo, un gruppo di archeologi della Suffolk Archaeological Unit effettuarono uno scavo di emergenza del sito; l'intero tesoro fu scavato in un solo giorno, con la rimozione di diversi blocchi di materiale intatto per lo scavo in laboratorio, e tutta l'area in un raggio di 30 metri dal luogo del ritrovamento fu indagata con i cerca-metalli. Anche il martello perduto da Peter Whatling fu recuperato in questa occasione, e donato al British Museum.
Il tesoro era concentrato in un unico deposito, all'interno dei resti consumati del contenitore in legno. Gli oggetti erano stati disposti raggruppati all'interno del contenitore; per esempio, mestoli e ciotole erano impilati l'uno dentro gli altri, e gli altri oggetti erano disposti in maniera compatibile con una distribuzione all'interno di scatole. Alcuni oggetti furono smossi da animali o dalle operazioni agricole, ma nel complesso il deposito non fu disturbato più di tanto. Grazie alla pronta notifica della scoperta da parte di Lawes, gli archeologi hanno potuto determinare la disposizione originale dei pezzi, oltre a riconoscere l'esistenza del contenitore stesso.
Il deposito dissotterrato fu portato al British Museum. La scoperta fu rivelata alla stampa, e il 19 novembre il The Sun pubblicò una notizia in prima pagina con una foto di Lawes e del suo cerca-metalli; sebbene il contenuto esatto del tesoro e il suo valore non fossero noti, l'articolo affermò che il tesoro valeva 10 milioni di sterline. Il British Museum reagì all'inattesa pubblicazione con una conferenza volta ad annunciare la scoperta, tenutasi al museo il 20 novembre. I giornali persero rapidamente interesse nella scoperta, permettendo ai curatori del British Museum di ordinare, pulire e consolidare il tesoro senza ulteriore intervento della stampa. La pulizia iniziale e una prima opera di conservazione del tesoro furono terminati entro un mese dalla sua scoperta.

### Indagine e valutazione

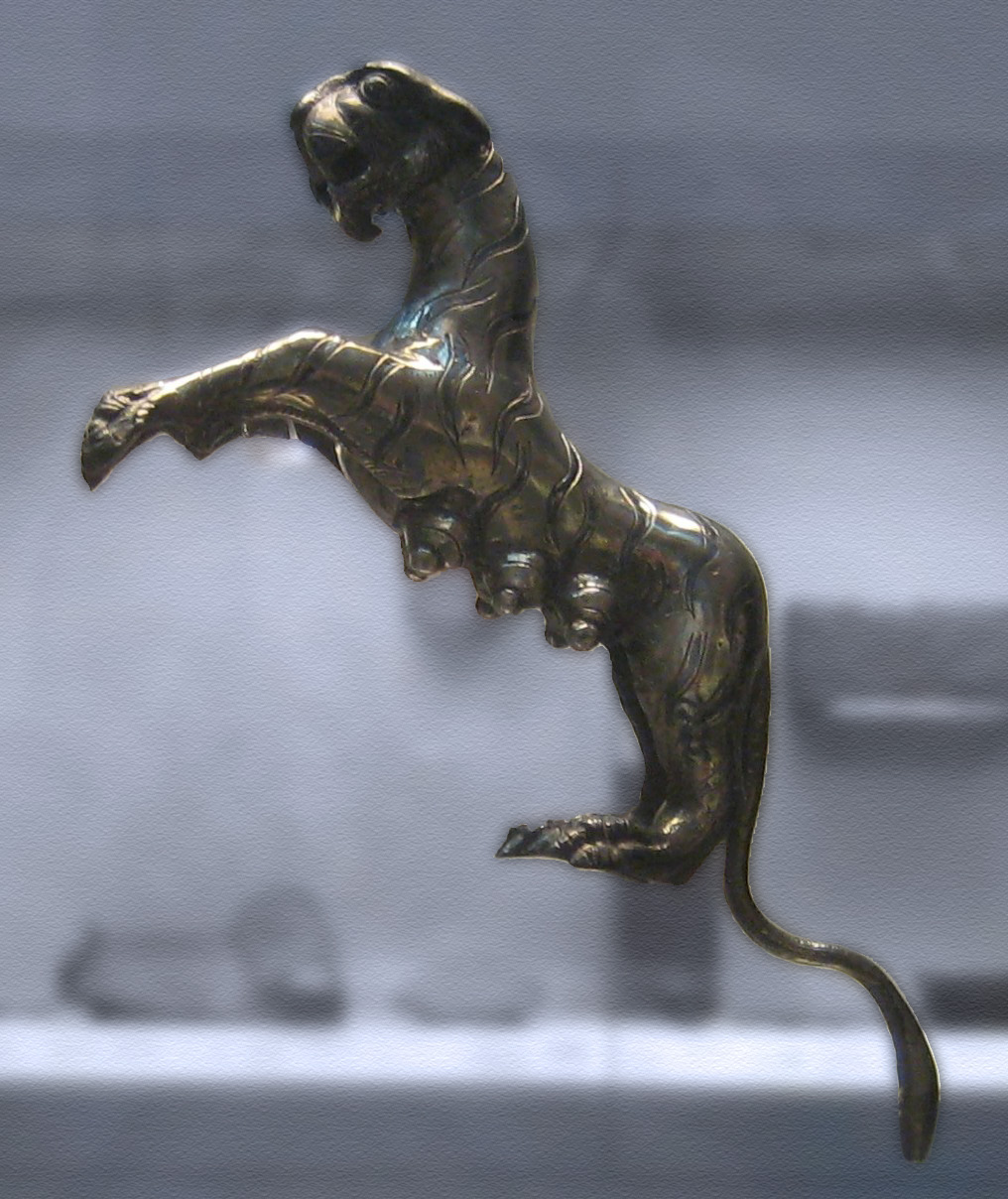
Pur essendo il manico rotto di un contenitore sconosciuto, la «Tigre di Hoxne» in argento è divenuta il pezzo più famoso dei 15.000 che compongono il tesoro

Il 3 settembre 1993, si tenne un'inchiesta a Lowestoft, a seguito della quale il deposito di Hoxne fu dichiarato treasure trove («tesoro trovato»), cioè nascosto con l'intenzione di essere recuperato successivamente; secondo la common law britannica, tutti i treasure troves sono di proprietà della Corona, a meno che qualcuno non abbia titolo per rivendicarli. All'epoca era però consuetudine premiare colui che aveva trovato un treasure trove e l'aveva comunicato immediatamente alle autorità con un premio in denaro equivalente al valore di mercato del tesoro, a spese dell'istituzione che intendeva acquisire il bene. Nel novembre 1993, il Treasure Trove Reviewing Committee valutò il tesoro 1,75 milioni di sterline, che furono pagate a Lawes, in qualità di scopritore del tesoro; a sua volta Lawes divise il premio con Peter Whatling, il contadino affittuario del campo. Tre anni dopo, il Treasure Act 1996 impose che il ritrovatore del tesoro e il proprietario del terreno siano premiati nella stessa misura.

### Indagini archeologiche successive
Nel settembre 1993, dopo che il campo del ritrovamento del tesoro era stato arato, il Suffolk County Council Archaeological Service provvedette ad effettuare una ricognizione archeologica, durante la quale furono ritrovate quattro monete d'oro e 81 di argento, tutte considerate parte del tesoro. Furono anche trovati materiali risalenti sia alla precedente Età del ferro britannica che al successivo Medioevo inglese, ma nessun indizio di un insediamento romano nelle vicinanze.
Nel 1994, in seguito alla segnalazione dell'attività di tombaroli nell'area del ritrovamento, il Suffolk County Council Archaeological Service effettuò un'ulteriore scavo archeologico. La buca in cui era stato sepolto il tesoro fu scavata nuovamente, e fu ritrovato il foro di un palo nell'angolo sud-orientale; si potrebbe trattare del palo posto ad indicare il luogo della sepoltura, in modo che il tesoro potesse essere successivamente recuperato. Per analizzare l'area, fu rimosso il terreno nei 1000 m² attorno al luogo del ritrovamento, fino alla profondità di 10 cm, e dei cerca-metalli furono utilizzati per individuare artefatti in metallo. Questa indagine permise il ritrovamento di 335 oggetti riconducibili al periodo romano, per lo più monete, ma anche cardini e decorazioni di scatole. Anche in questo caso non furono trovati indizi di un insediamento di epoca romana, sebbene fosse scoperta una serie di buche per pali risalenti all'Età del bronzo o alla prima Età del ferro.
Le monete scoperte durante l'indagine del 1994 erano sparse all'interno di un'ellisse centrata sul luogo del ritrovamento del tesoro, orientata lungo l'asse est-ovest e ampia 40 metri. Questa distribuzione può essere spiegata col fatto che nel 1990 il contadino arò il campo in profondità in direzione est-ovest proprio nella zona in cui fu ritrovato il tesoro; precedentemente (a partire dal 1967/1968, quando l'area fu ripulita per convertirla a campo agricolo) il contadino aveva arato sempre in direzione nord-sud, ma l'assenza di monete a nord e a sud del punto di ritrovamento suggerisce che prima del 1990 le arature non avevano disturbato il deposito.

## Composizione del tesoro
Il tesoro è composto per lo più di monete d'oro e d'argento e da gioielleria, per un totale di 3,5 kg d'oro e 23,75 kg d'argento. Fu collocato in una cassa di legno, realizzata in tutto o in gran parte in rovere, e misurante 60×45×30 cm circa. All'interno della cassa, alcuni oggetti furono disposti in scatole più piccole, realizzate in legno di tasso e ciliegio, mentre altri oggetti furono avvolti in panni di lana o deposti nella paglia. La cassa e le scatole interne si dissolsero quasi completamente dopo la deposizione nel terreno, ma frammenti della cassa e i suoi elementi in metallo furono recuperati durante lo scavo.
I principali oggetti ritrovati sono:
- 569 solidi (monete d'oro)[2]
- 14.272 monete in argento, tra cui 60 miliarenses e 14.212 siliquae[2]
- 24 nummi (monete in bronzo)[2]
- 29 pezzi di gioielleria in oro[23]
- 98 cucchiai e mestoli in argento[24]
- una tigre in argento, manico di un contenitore perduto[24]
- 4 coppe in argento e un piccolo piatto[25]
- 1 bricco in argento
- 1 vasetto in argento
- 4 pepaiole, tra cui la pepaiola "Imperatrice"[1]
- oggetti da toletta come stuzzicadenti
- 2 lucchetti in argento, provenienti da contenitori in legno o cuoio scomparsi
- tracce di materiali organici, come una piccola pyxis in avorio.

### Monete
Il tesoro di Hoxne comprende 569 solidi (monete d'oro), coniate tra il regno dell'imperatore Valentiniano I (364-375) e quello di Onorio (393–423); 14.272 monete in argento, tra cui 60 miliarenses e 14.212 siliquae, coniate tra il regno di Costantino II (337–340) e quello di Onorio; e 24 nummi (monete in bronzo).
Si tratta del più importante ritrovamento di monete della Britannia tardo-romana, e contiene tutte le principali denominazioni della numismatica romana dell'epoca, tra cui molti esempi di monete in argento «tosate», cioè alle quali era stato rimosso del materiale prezioso, pratica diffusa in Britannia a quell'epoca. L'unico ritrovamento nel Regno Unito che abbia portato alla luce una quantità maggiore di monete d'oro è il tesoro di Eye, trovato nel 1780 o 1781, del quale esiste una documentazione lacunosa. Il più grande tesoro numismatico romano-britannico è il tesoro di Cunetio, composto da 54.951 monete del III secolo, ma si tratta di radiati svalutati, con poco metallo prezioso. Il tesoro di Frome, riportato alla luce nel Somerset nell'aprile del 2010, contiene 52.503 monete coniate tra il 253 e il 305, anche queste per lo più in argento e bronzo svalutati. Tesori più grandi composti da monete romane sono stati trovati in altri luoghi della periferia dell'Impero: il Tesoro di Misurata, dall'omonima località della Libia, oltre che (pare) ad Évreux, Francia (100.000 monete), e a Comìn, Croazia (300.000 monete).
I solidi in oro sono tutti vicini al loro peso teorico di 4,48 g (1/72 di libbra romana). La finezza di un solidus dell'epoca era del 99% di oro. Il peso totale dei solidi nel tesoro è di quasi esattamente 8 libbre romane, indizio che le monete erano state misurate a peso piuttosto che a numero. L'analisi delle siliquae suggerisce un intervallo di finezza tra il 95% e il 99% di argento, con la percentuale più alta toccata dopo la riforma monetaria del 368. Delle siliquae, 428 sono imitazioni prodotte localmente, generalmente di alta qualità e con molto più argento delle siliquae ufficiali dell'epoca. Una manciata di esse, però, sono dei cliché, dei falsi in cui un nucleo in metallo vile fu avvolto in un foglio di argento e coniato con conii originali.

#### Origine delle monete
Le monete sono gli unici artefatti del tesoro di Hoxne per i quali è possibile determinare la data e il luogo di produzione. Tutte le monete auree e molte di quelle in argento recano i nomi e i ritratti degli imperatori romani sotto i quali furono coniate; molte recano ancora i segni di zecca originali, con i quali è possibile determinare il luogo di produzione e verificare il sistema di coniazione romano, in cui zecche provinciali coniavano monete secondo un modello comune. In totale, 14 zecche romane coniarono le monete del tesoro di Hoxne: Treviri, Arelate e Lione (in Gallia), Ravenna, Milano, Aquileia e Roma (in Italia), Siscia (moderna Croazia), Sirmio (moderna Serbia), Tessalonica (in Grecia), Costantinopoli, Cizico, Nicomedia, Antiochia (moderna Turchia).
Le monete furono coniate sotto tre dinastie romane: le prime sotto gli ultimi rappresentanti della dinastia costantiniana, seguite da quelle coniate sotto gli imperatori valentiniani, per finire con le monete coniate sotto la dinastia teodosiana. Il sistema di gestione collegiale del potere, noto come Consortium imperii, faceva sì che ciascun imperatore coniasse monete anche a nome dei propri colleghi nelle zecche sotto la propria giurisdizione; il fatto che gli imperatori d'Oriente e quelli d'Occidente avessero regni che si sovrappongono tra loro permette di datare le introduzioni dei nuovi tipi di monete anche all'interno del regno di ciascun imperatore. Così le monete più recenti del tesoretto, quello dell'imperatore d'Occidente Onorio (393–423) e del suo avversario Costantino III (407–411) possono essere datate ai primi anni dei loro regni, in quanto corrispondono alle monete coniate sotto l'imperatore d'Oriente Arcadio, che morì nel 408. In questo modo le monete forniscono un terminus post quem per la deposizione del tesoretto, che non fu nascosto prima del 408.
Le siliquae presenti nel tesoro furono coniate per lo più nelle zecche occidentali della Gallia e dell'Italia. Non è noto se ciò sia dovuto al fatto che monete provenienti più da oriente raggiungessero raramente la Gran Bretagna attraverso le vie commerciali, o perché le zecche orientali coniavano raramente le siliquae. La produzione di monete sembra inoltre seguire la residenza della corte imperiale; ad esempio, la frequenza di monete di Treviri è molto accentuata dopo il 367, forse come conseguenza dello spostamento della corte dell'imperatore Graziano in quella città.

#### Tosatura delle monete d'argento
Quasi ogni siliqua del tesoro è più o meno «tosata», cioè privata del bordo per recuperare materiale prezioso. Questo fenomeno è tipico delle monete romane argentee ritrovate nella Britannia romana e risalenti al tardo impero, mentre è molto più inusuale nel caso di monete ritrovate nel resto dell'Impero. Il processo di tosatura lascia invariabilmente intatto il ritratto dell'imperatore sul dritto della moneta, ma spesso danneggia il segno di zecca, la legenda e l'immagine sul rovescio.
Le ragioni che spingevano alla tosatura sono controverse. Tra le possibili spiegazioni ci sono la frode, il tentativo deliberato di mantenere un rapporto stabile tra il valore delle monete in oro e in argento, o un tentativo ufficiale di ottenere una nuova fonte di argento mantenendo lo stesso numero di monete in circolazione.
L'elevato numero di monete tosate nel tesoro di Hoxne ha reso possibile per gli archeologi studiare il processo di tosatura in dettaglio. Le monete erano ritagliate con il dritto verso l'alto, in modo da evitare di danneggiare il ritratto. Il livello di tosatura è praticamente costante per monete dal 350 in poi.

### Gioielleria in oro
Tutta la gioielleria compresa nel tesoro è in oro, e tutti gli oggetti in oro del tesoro, ad eccezione delle monete, sono gioielli. Nessun gioiello è esclusivamente da uomo, sebbene diversi pezzi, come gli anelli, potrebbero essere stati indossati da uomini e donne. C'è una catena per il corpo, sei collane, tre anelli e 19 braccialetti. Il peso totale dell'oro usato per i gioielli è di circa 1 kg, e il contenuto medio di metallo dei gioielli è del 91,5% di oro (circa 22 carati), con piccole percentuali di argento e rame.
Il gioiello più importante del tesoro è la catena per il corpo, che consiste di quattro catene finemente lavorate e realizzate secondo la tecnica della «coda di volpe», attaccate sul davanti e posteriormente a due placche. Sul davanti, le catene hanno dei terminali a testa di leone, mentre la placca è decorata da gemme montate in celle d'oro, con una grande ametista al centro e quattro granati più piccoli che si alternano a celle vuote, probabilmente ospitanti in origine delle perle, poi scomparse. Sulla schiena, le catene si innestano su una montatura contenente un solido dell'imperatore Graziano (375–383), che fu convertito da un precedente uso, forse come pendente, e che potrebbe essere stato un oggetto tramandato dalla famiglia. Le catene per il corpo di questa tipologia compaiono nell'arte romana, talvolta indossate dalla dea Venere o dalle ninfe; alcuni esemplari hanno contesti erotici, ma erano indossate anche da matrone rispettabili. È anche possibile che fossero considerati doni adeguati per una sposa. La catena per il corpo di Hoxne, se indossata aderente, sarebbe adatta per una donna con un seno di 76–81 cm. Poche catene per il corpo si sono conservate; una delle più complete, trovata in Egitto e risalente al VII secolo, è anch'essa conservata al British Museum.

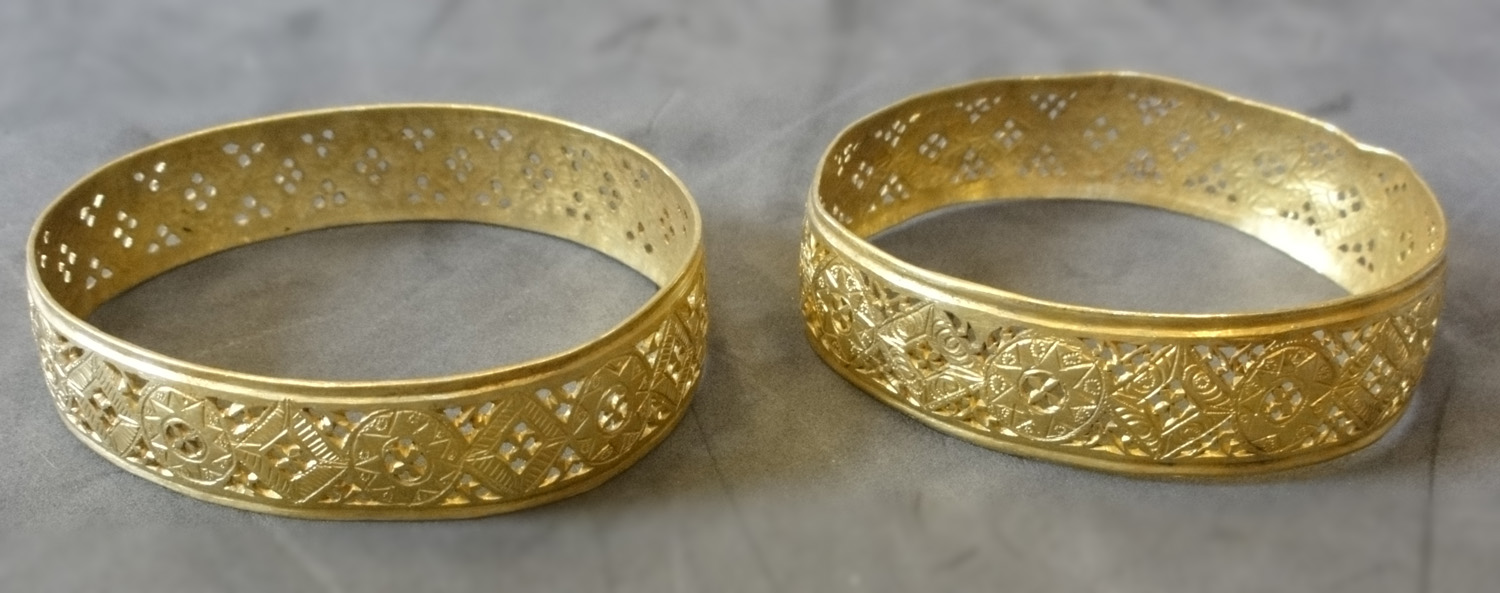
Due bracciali in oro decorati a traforo

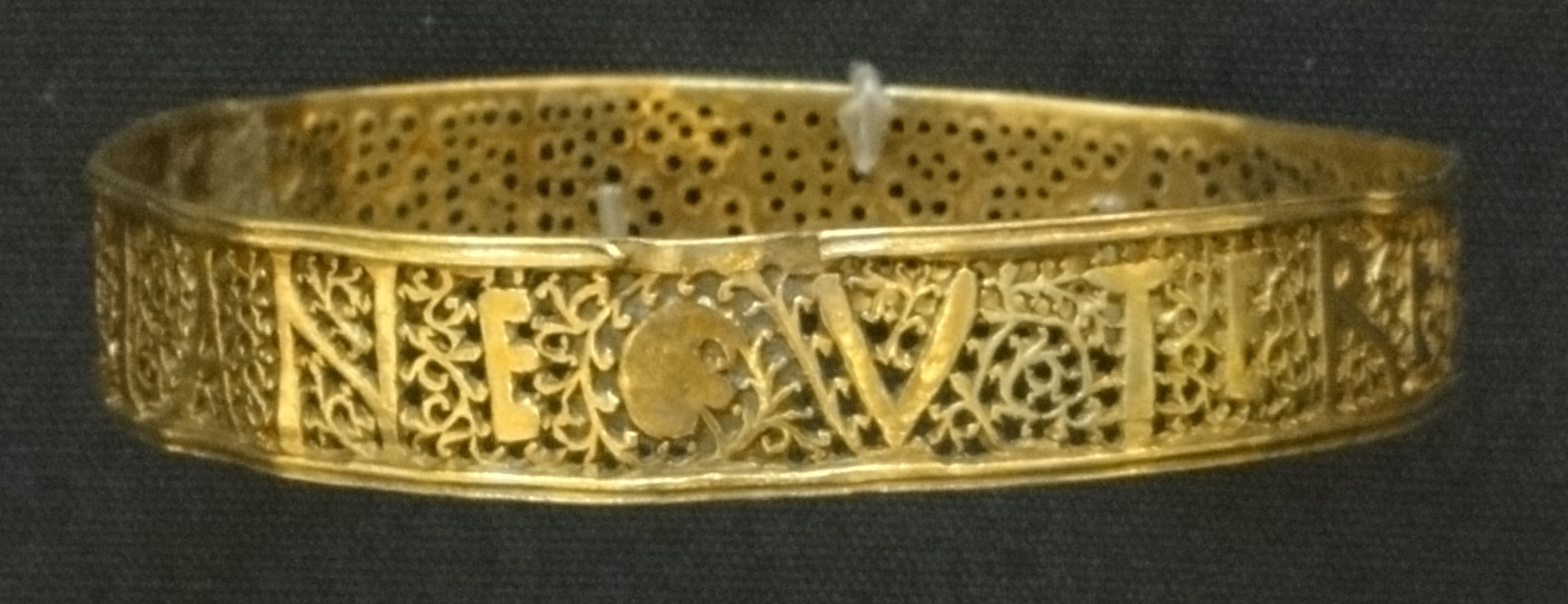
Il braccialetto iscritto di «Giuliana»

Una delle collane presenta terminali a testa di leone, un'altra ingloba delfini stilizzati. Le altre quattro sono delle collane piuttosto semplici con catene a coda di volpe, sebbene una porti un chi-rho (☧) sulla chiusura, l'unico elemento cristiano della gioielleria. In epoca romana, le collane di lunghezza simile a quella del tesoro erano normalmente indossate con un pendaglio, ma nessuno è stato trovato nel tesoro.
Tre anelli erano originariamente incastonati di gemme o pezzi di vetro colorati; queste decorazioni furono però asportate prima della sepoltura del tesoro, forse per essere riutilizzate. Gli anelli sono simili tra loro; in uno la lunetta usata per incastonare la gemma è ovale, in uno circolare e nel terzo oblunga.
Tra i 19 bracciali sepolti, vi sono tre serie di quattro bracciali in oro abbinati tra loro. Sebbene bracciali di tipologia simile siano sopravvissuti, i gruppi da quattro sono estremamente insoliti; potrebbero essere stati indossati due per ciascun braccio, oppure appartennero a due donne tra loro imparentate. I bracciali di una serie furono decorati corrugandoli lateralmente e trasversalmente; le altre due serie sono caratterizzate da trafori geometrici. Altri cinque bracciali sono decorati con scene di caccia all'orso, un tema comune nell'arte decorativa tardo-romana; di questi, tre sono eseguiti a traforo, gli altri due a sbalzo. Un bracciale è l'unico oggetto in oro del tesoro a recare un'iscrizione: si tratta di un bracciale a traforo (opus interrasile) con l'iscrizione latina vtere felix domina ivliane, «Usa [questo bracciale] felicemente, signora Giuliana». L'espressione «utere felix» (o talvolta «uti felix») è la seconda formula più diffusa nelle iscrizioni della Britannia romana, ed era usata per augurare buona fortuna, benessere e gioia. La formula non è specificamente cristiana, ma talvolta appare in contesti chiaramente cristiani, come, ad esempio, in congiunzione con il chi-rho.
Questi gioielli potrebbero essere stati la «riserva» di oggetti raramente o mai utilizzati all'interno della collezione di una donna o di una famiglia facoltose. Alcune tipologie di gioielli molto diffuse, infatti, sono mancanti: spille, pendenti e orecchini, ad esempio, non sono presenti. Anche oggetti decorati con inserti di gemme sono assenti dal tesoro, sebbene fossero molto alla moda in quel periodo. Catherine Johns, già curatrice capo per la Britannia romana al British Museum, suggerisce la possibilità che la gioielleria preferita della matrona, o quella da ella usata quotidianamente, non sia stata inclusa nel deposito.

### Oggetti in argento

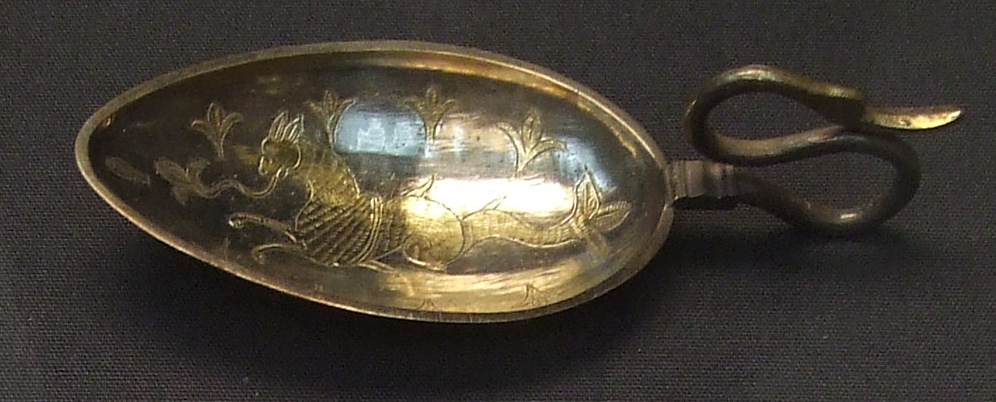
Cucchiaio della tipologia cignus, dal tipico manico ritorto, placcato in argento e decorato con una creatura marina mitica simile al capricorno

Il tesoro contiene circa un centinaio di oggetti in argento o placcati in argento; il numero è impreciso perché ci sono delle parti rotte che non è stato possibile ricostruire. Tra gli oggetti una statuetta di una tigre che salta, realizzata come maniglia di un oggetto come un vasetto o una lampada; quattro pepaiole (piperatoria); un bricco; un vasetto; quattro scodelle; un piatto piccolo; 98 tra cucchiai e mestoli. Il bricco e il vasetto sono decorati con disegni simili di foglie e germogli, e il vasetto ha tre bande dorate. Al contrario, le scodelle e il piatto sono semplici, e si presume che il proprietario del tesoro ne possedesse molti altri del genere, tra cui, probabilmente, i grandi piatti decorati ritrovati in altri depositi. Molti pezzi sono parzialmente dorati per evidenziare le decorazioni. La tecnica utilizzata fu quella della doratura a fuoco con mercurio, come tipico dell'epoca.

#### Pepaiole

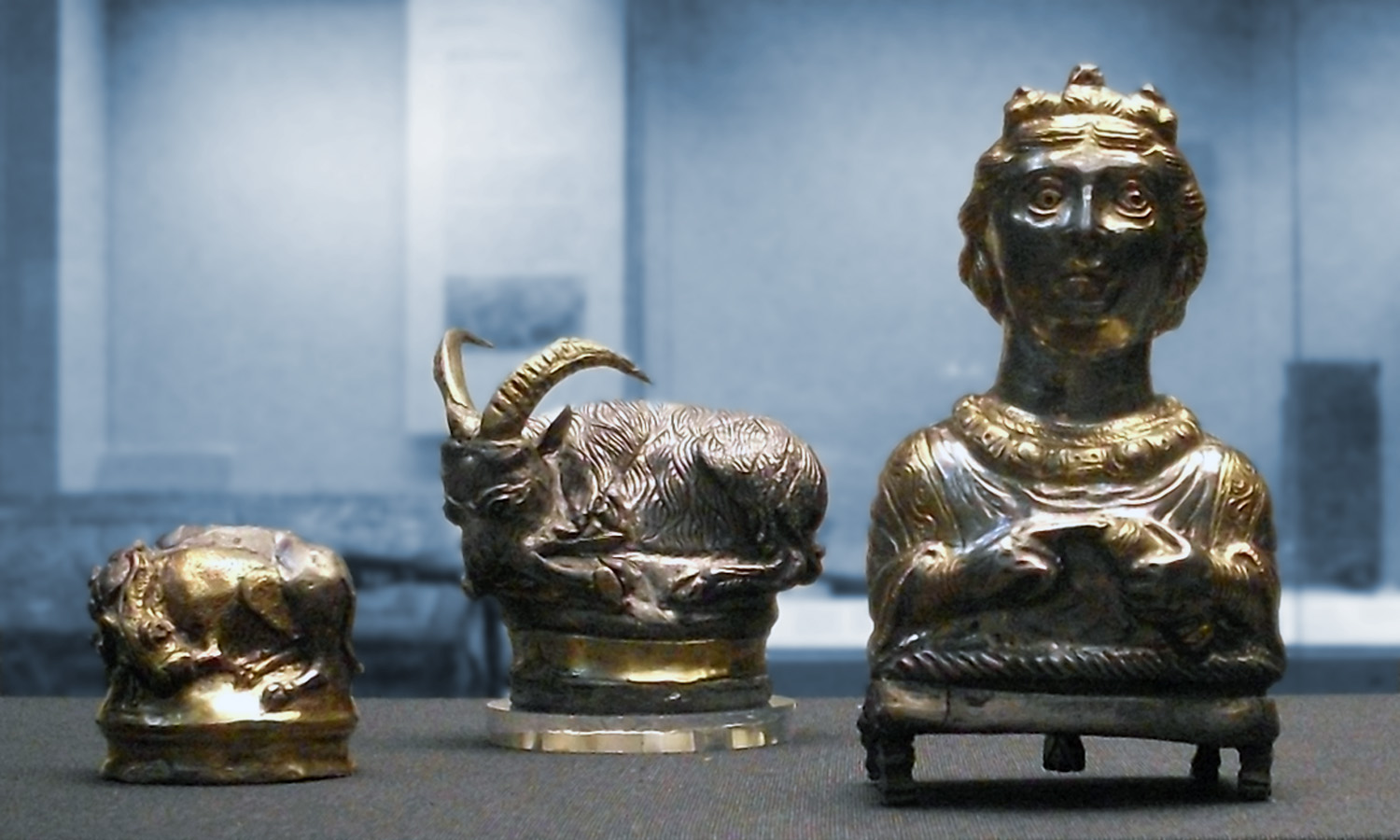
Tre delle piperatoria («pepaiole») ritrovate nel tesoro; a destra quella della cosiddetta «Imperatrice», in realtà una donna ricca e acculturata.

Le pepaiole (in latino piperatoria) erano contenitori destinati a dispensare spezie, in particolare pepe. Quelle ritrovate nel tesoro sono modellate a rappresentare una statua di Ercole ed Anteo, uno stambecco, e un montone insieme a un segugio, oltre alla più famosa tra esse, la cosiddetta «Imperatrice». Si tratta di un busto femminile, in cui i capelli, i gioielli e le vesti sono raffigurati con dettaglio e la doratura è usata per evidenziare i dettagli della decorazione; la figura regge un rotolo nella mano sinistra, e ha l'aspetto di una donna ricca e che ha ricevuto un'educazione. Deve il suo nome di «Imperatrice» alla somiglianza con altre rappresentazioni iconografiche di donne risalenti alla Tarda antichità, in particolare ai pesi in bronzo per le bilance portatili del tipo stadera; all'epoca dello scavo del tesoro di Hoxne, si riteneva che tali pesi raffigurassero imperatrici, mentre ora gli studiosi propendono per figure generiche di matrone, ma il nome «Imperatrice» è rimasto. Tutte le pepaiole del tesoro di Hoxne posseggono un meccanismo alla base che permette di ruotare un disco intero, attraverso il quale controllare l'apertura di due fori nella base; aprire completamente i fori permetteva di ricaricare la pepaiola attraverso un imbuto, aprendoli parzialmente era invece possibile dispensarne il contenuto su cibo e bevande.
Piperatorium è generalmente tradotto come «pepaiola»; si tratta di un tipo di argenteria romana molto rara, tanto che i ritrovamenti di Hoxne «hanno espanso in maniera significativa l'intervallo temporale, la tipologia e la funzione iconografica di questi pezzi». Il pepe nero è, tra le numerose e costose spezie consumate dalle classi alte della società romana, quella che più probabilmente vi era conservata. Il commercio e l'uso di pepe in questo periodo è stato confermato sia dal ritrovamente di pepe nero mineralizzato in siti relativi a tre province periferiche, sia dalle tavolette di Vindolanda, che registrano l'acquisto di una quantità non specificata di pepe per due denari; ritrovamenti archeologici coevi hanno rivelato l'uso di spezie come il coriandolo, semi di papavero, sedano, aneto, santoreggia, semi di senape e finocchio, mentre l'uso di zafferano, zenzero e cardamomo sono citati nell'Editto sui prezzi massimi del 301.

#### Altra argenteria

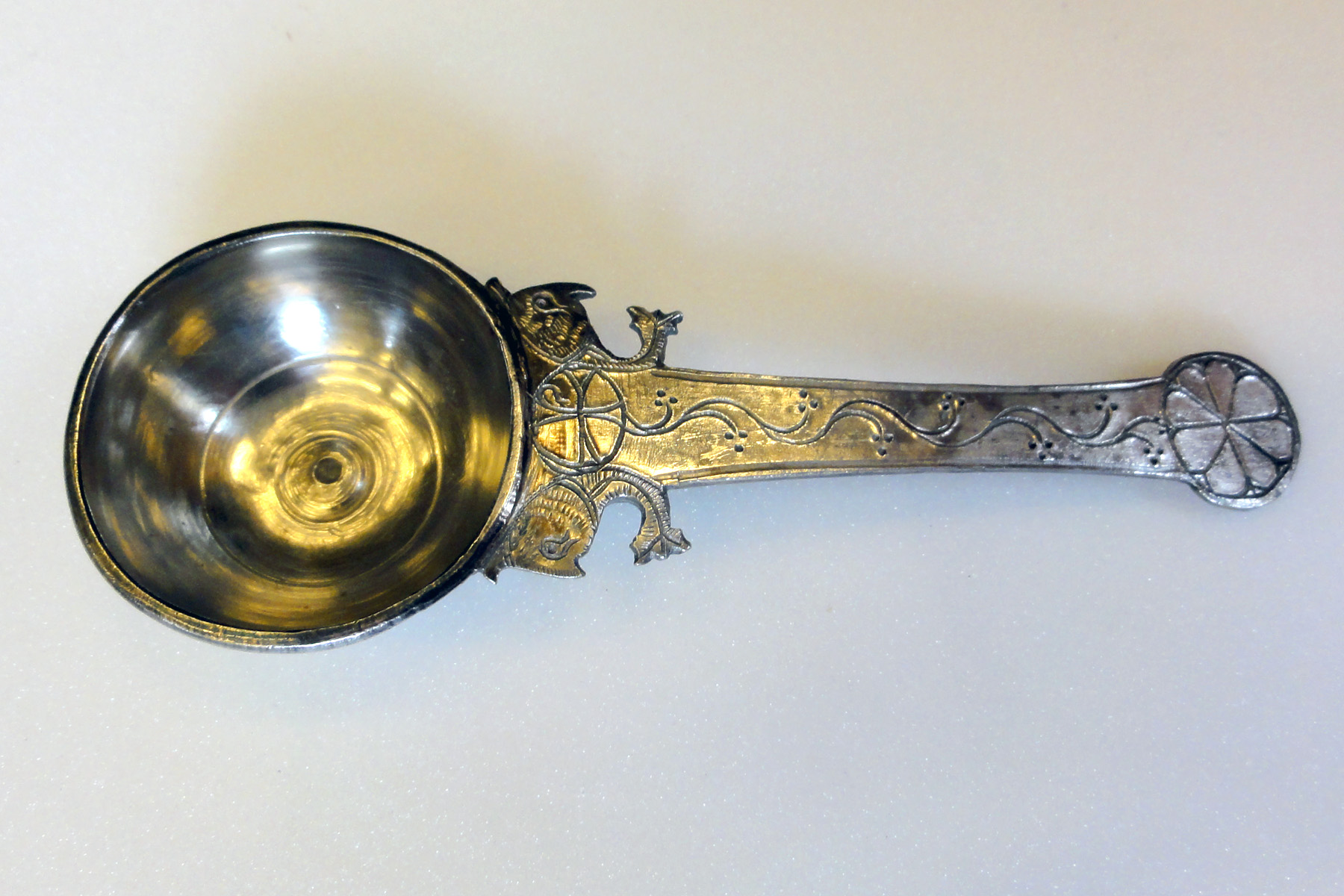
Un «mestolo» di 13 cm, proveniente dal tesoro, decorato con un chi-rho e creature marine

La tigre è una statuetta a tutto tondo di 480 g, lunga 15,9 cm dalla testa alla coda. Fu fusa con lo scopo di essere saldata su qualche altro oggetto e fungere da manico; sotto le zampe posteriori sono state ritrovate tracce di stagno con una «curvatura concava liscia». La disposizione esteticamente migliore è quella in cui le curve serpentine della testa, della schiena e della coda formano un angolo di 45°, cosicché le zampe posteriori sono piatte. Il genere è riconoscibile grazie alla presenza di sei capezzoli sul ventre. La tigre è attentamente decorata sulla schiena, ma la parte ventrale è «rifinita sommariamente». Le strisce sono raffigurate per mezzo di due linee incise, con una damaschinatura in niello che spesso non raggiunge le strisce. Né il corpo allungato né la distribuzione delle strisce corrispondono a quelli delle tigri; ha infatti la lunga striscia dorsale, dal cranio lungo la spina dorsale fino all'inizio della coda, tipica del gatto soriano più che della tigre. Non presenta strisce sulla coda, che si ingrossa verso la fine a suggerire la punta tipica dei leoni, mancante nelle tigri ma tipica delle raffigurazioni romane.

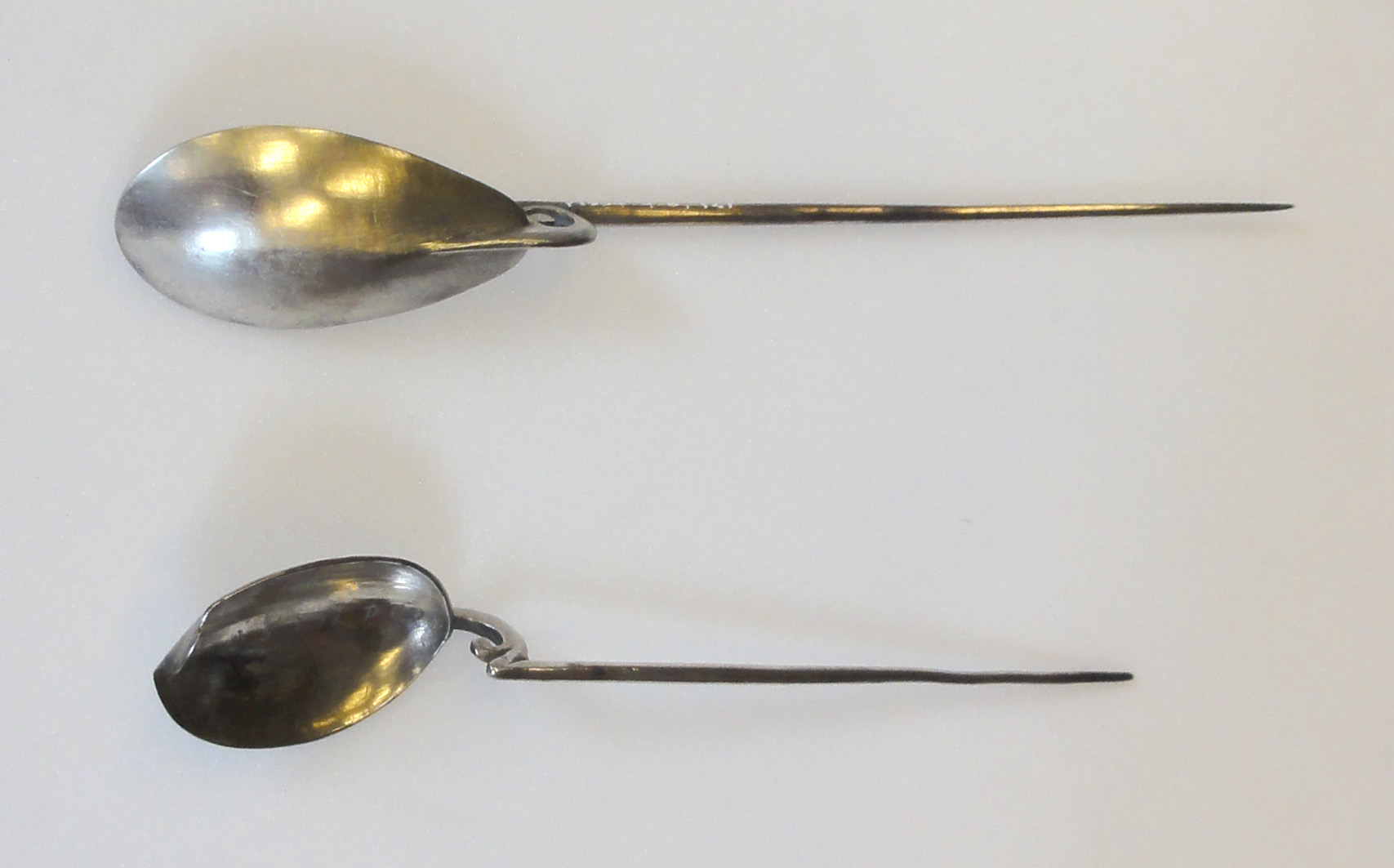
Due cochlearia provenienti dal tesoro

La vasta collezione di cucchiai include 51 cochlearia, piccoli cucchiai con scodella poco profonda e manici lunghi e rastremati, la cui punta era usata per forare le uova e infilzare piccole porzioni di cibo – dato che i Romani non usavano forchette a tavola. Sono inclusi 33 rari cigni, cucchiai molto piatti con manici corti e sinuosi, e circa 20 cucchiai rotondi e profondi o piccoli mestoli e colini. Molti sono decorati con disegni astratti, alcuni con delfini o stravaganti creature marine. Molti cucchiai, tra cui tre serie da dieci, recano incisi una croce cristiana o un chi-rho, talvolta accompagnati dalle lettere greche alfa e omega, un riferimento a Gesù. Frequente è la presenza di iscrizioni incise, tipica dei cucchiai in argento romani; si tratta talvolta del nome del possessore, o di iscrizioni augurali di lunga vita; in totale, nel tesoro di Hoxne sono citate otto persone, sette sui cucchiai e una sull'unico bricco: Aurelius Ursicinus (il più frequente, presente sui cinque cochlearia di una serie e su cinque mestoli), Datianus, Euherius, Faustinus, Peregrinus, Quintus, Sanctus e Silvicola.

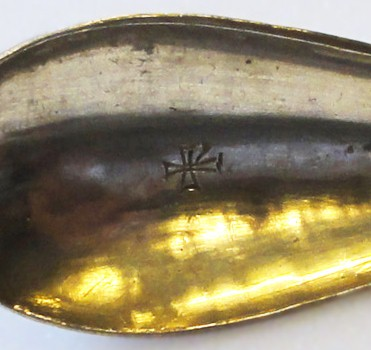
Dettaglio di un cochlearium con un chi-rho inciso sul fondo della scodella

Sebbene solo una delle iscrizioni sia esplicitamente cristiana (vivas in deo), nei tesori tardo-romani è normalmente possibile identificare come cristiane le iscrizioni su cucchiai d'argento composte da un nome seguito da vivas or vivat; ad esempio, nel tesoro di Mildenhall vi sono cinque cucchiai, tre con il chi-rho e due con iscrizioni del tipo vivas (pascentia vivas e papittedo vivas). La formula vir bone vivas è presente su un cucchiaio proveniente dal tesoro di Thetford, ma mentre i cucchiai del tesoro di Thetford recano per lo più iscrizioni pagane (come Dei Fau[ni] Medugeni, «del dio Fauno Medugeno»), il tesoro di Hoxne non comprende iscrizioni di natura decisamente pagana, e il tesoro potrebbe provenire da una o più famiglie cristiane. È stato ipotizzato che i cucchiai romani col chi-rho o la formula vivas in deo siano cucchiai per il battesimo (forse donati in occasione del battesimo di un adulto) o che fossero usati durante l'eucaristia, ma ciò non è certo.
| Iscrizioni sull'argenteria da tavola | Iscrizioni sull'argenteria da tavola | Iscrizioni sull'argenteria da tavola | Iscrizioni sull'argenteria da tavola | Iscrizioni sull'argenteria da tavola                                                      |
| Numero di riferimento                | Iscrizione                           | Trascrizione                         | Traduzione                           | Note                                                                                      |
| ------------------------------------ | ------------------------------------ | ------------------------------------ | ------------------------------------ | ----------------------------------------------------------------------------------------- |
| 1994,0408.31                         | EVHERIVIVAS                          | Euheri vivas                         | «Euherius, possa tu vivere»          | Bricco. Il nome potrebbe essere stato anche Eucherius o Eutherius.                        |
| 1994,0408.81–83                      | AVRVRSICINI                          | Aur[elius] Ursicini                  | «[Proprietà di] Aurelius Ursicinus»  | Tre cucchiai (ligula o cignus)                                                            |
| 1994,0408.84–85                      | AVRVRSICINVS                         | Aur[elius] Ursicinus                 | «Aurelius Ursicinus»                 | Due cucchiai (ligula o cignus)                                                            |
| 1994,0408.86–88                      | AVRVRSICINI                          | Aur[elius] Ursicini                  | «[Proprietà di] Aurelius Ursicinus»  | Tre cucchiai (cochlearia)                                                                 |
| 1994,0408.89–90                      | AVRVRSICINI                          | Aur[elius] Ursicini                  | «[Proprietà di] Aurelius Ursicinus»  | Due cucchiai (cochlearia), con inciso anche il monogramma chi-rho e l'alfa e omega        |
| 1994,0408.101–102                    | PEREGRINVS VIVAT                     | Peregrinus vivat                     | «Peregrinus, possa egli vivere»      | Due cucchiai (ligula o cignus)                                                            |
| 1994,0408.103–105                    | QVISSVNTVIVAT                        | Quintus vivat                        | «Quintus, possa egli vivere»         | Tre cucchiai (ligula o cignus). L'iscrizione è errata, sarebbe dovuta essere QVINTVSVIVAT |
| 1994,0408.106                        | PEREGRINI                            | Peregrini                            | «[Proprietà di] Peregrinus»          | Cucchiaio (cochlearium)                                                                   |
| 1994,0408.107–110                    | SILVICOLAVIVAS                       | Silvicola vivas                      | «Silvicola, possa tu vivere»         | Serie di quattro cochlearia                                                               |
| 1994,0408.115                        | PER PR                               | Per[egrinus] Pr[imus] ?              | «Peregrinus Primus»                  | Graffito su un cucchiaio (ligula o cignus)                                                |
| 1994,0408.116                        | FAVSTINEVIVAS                        | Faustine vivas                       | «Faustinus, possa tu vivere»         | Cucchiaio (ligula o cignus)                                                               |
| 1994,0408.117                        | VIRBONEVIVAS                         | Vir bone vivas                       | «Buon uomo, possa tu vivere»         | Cucchiaio (ligula o cignus)                                                               |
| 1994,0408.122                        | [V]IVASINDEO                         | Vivas in deo                         | «Possa tu vivere in Dio»             | Cucchiaio (cochlearium)                                                                   |
| 1994,0408.129                        | SANC                                 | Sanc[tus]                            | «Santo»                              | Cucchiaio (cochlearium)                                                                   |
| 1994,0408.133                        | DATIANIAEVIVAS                       | Datiane vivas                        | «Datianus, possa tu vivere»          | Cucchiaio (cochlearium). L'iscrizione è errata, sarebbe dovuta essere DATIANEVIVAS        |

| Monogrammi e simboli sulle stoviglie senza iscrizioni | Monogrammi e simboli sulle stoviglie senza iscrizioni | Monogrammi e simboli sulle stoviglie senza iscrizioni |
| Numero di riferimento                                 | Simbolo o monogramma                                  | Note                                                  |
| ----------------------------------------------------- | ----------------------------------------------------- | ----------------------------------------------------- |
| 1994,0408.52–61                                       | Chi-rho                                               | Mestolo                                               |
| 1994,0408.91–100                                      | Croce                                                 | Cucchiaio                                             |
| 1994,0408.118–119                                     | Chi-rho, alfa e omega                                 | Cucchiaio (ligula o cignus)                           |
| 1994,0408.135                                         | Chi-rho                                               | Cucchiaio                                             |

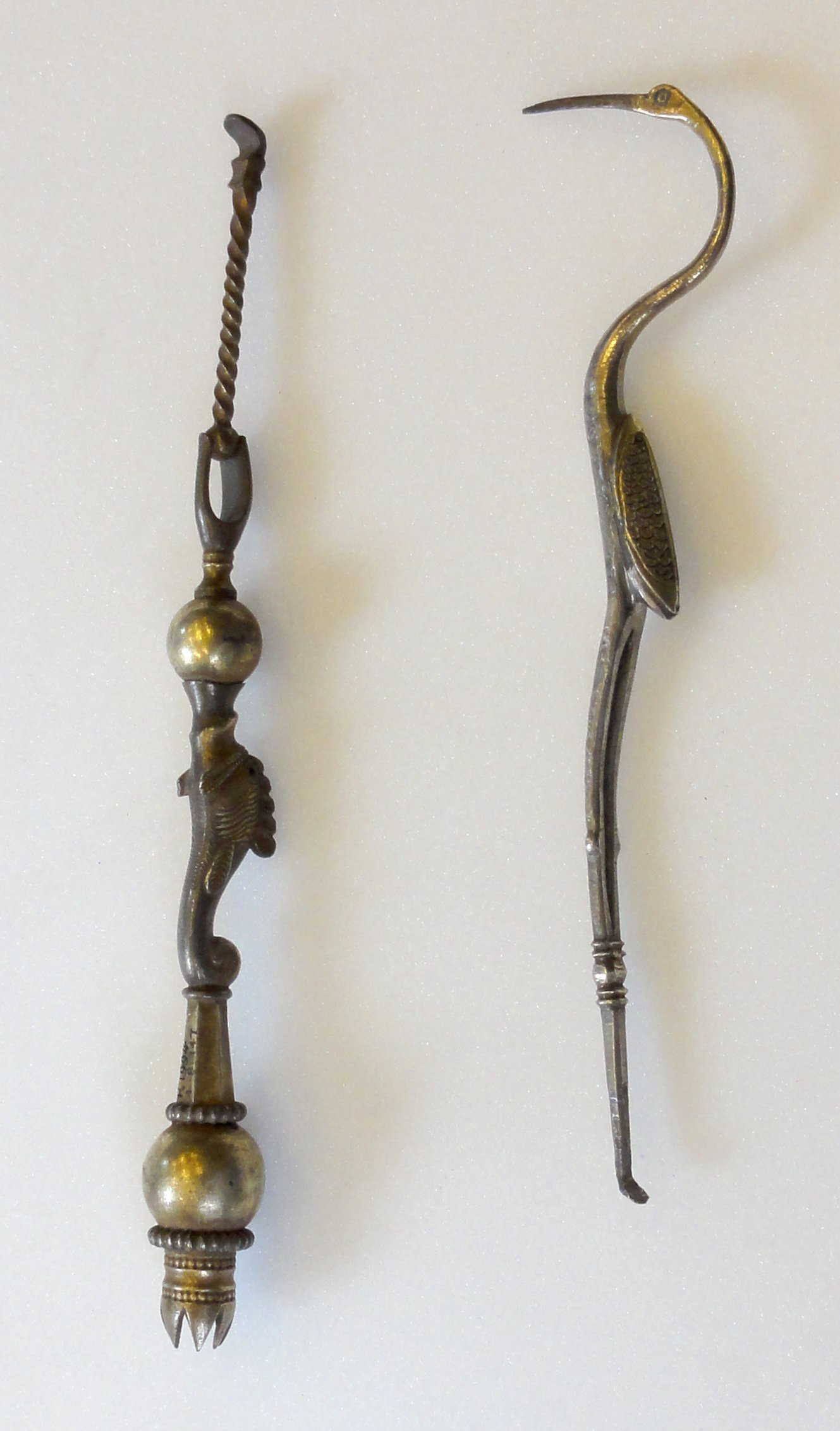
Due oggetti da toletta: uno a forma di gru, l'altro con una cavità vuota, forse per le setole di un pennello per cosmesi

Il tesoro comprende anche un certo numero di piccoli oggetti di funzione ignota, descritti come strumenti da toletta. Alcuni sono stuzzicadenti, altri forse raschietti, e tre hanno cavità vuote ad un'estremità, che probabilmente hanno contenuto materiale organico come setole, fungendo da pennelli. Le dimensioni di questi oggetti li rendono adatti alla pulizia dei denti o all'applicazione di cosmetici, tra le altre cose.
La purezza media dell'argento è del 96%. La parte restante è composta da rame e da una piccola parte di zinco, con tracce di piombo, oro e bismuto. Lo zinco proviene probabilmente dall'ottone utilizzato per unire in lega l'argento quando gli oggetti furono forgiati, mentre il piombo, l'oro e il bismuto erano probabilmente presenti nel minerale argentifero grezzo.

### Oggetti in ferro e materiali organici
Gli oggetti in ferro ritrovati nel tesoro costituiscono probabilmente i resti della cassa in legno che lo conteneva. Si tratta di grandi anelli in ferro, anelli e cardini con doppie punte, giunzioni per cinghie, supporti angolari, strisce di ferro larghe e strette, oltre a chiodi.
Reperti in materiali organici sono raramente documentati all'interno dei tesori, in quanto la maggior parte dei ritrovamenti di monete e oggetti preziosi sono rimossi immediatamente da chi li ritrova o sono stati precedentemente scompaginati a causa di lavori agricoli, piuttosto che scavati archeologicamente. Il tesoro di Hoxne comprende oggetti organici come ossa, legno e altro materiale vegetale, e cuoio. Piccoli frammenti di un pyxis (vaso cilindrico con coperchio) d'avorio sono stati ritrovati insieme a più di 150 minuscoli pezzi sagomati di intarsio o piallaccio, probabilmente provenienti da una o più scatole in legno che sono marcite. Piccoli frammenti di legno aderente a oggetti di metallo sono stati identificati come appartenenti a nove specie di legname, tutte provenienti dalla Britannia: le tracce di legno associate agli accessori in ferro della cassa esterna hanno permesso di stabilire che questa fosse in rovere. Cardini e serrature in argento erano invece applicati a due piccole scatole o cofanetti, uno realizzato in legno di ciliegio e uno di tasso. Si è anche conservata parte della paglia utilizzata come riempimento tra le scodelle in argento non decorate, le quali recano anche deboli tracce di tessuto in lino. I frammenti in cuoio sono invece troppo deteriorati per essere identificati.

## Analisi scientifica dei reperti
L'analisi metallurgica del tesoro fu effettuata tra la fine del 1992 e l'inizio del 1993 da Cowell e Hook, a seguito dell'indagine del coroner, sulla base della spettrofotometria XRF, una tecnica poi applicata successivamente anche alle superfici pulite dei reperti. Tutti e 29 gli oggetti in oro furono analizzati, trovandovi tracce di rame. I risultati dell'analisi dei reperti in argento concordano con una datazione all'inizio del V secolo, in base alla presenza di rame nella lega allo scopo di indurirla, e delle tracce di altri elementi. Una delle scodelle ha presentato tracce di una saldatura a base di mercurio effettuata per ripararla.
Un grosso bracciale traforato in oro (opus interassile) ha restituito tracce di ematite sulla parte interna, probabilmente utilizzata come sostanza abrasiva dall'orefice; si tratta del più antico uso documentato di questa tecnica nell'oreficeria romana. Gli oggetti dorati hanno mostrato la presenza di mercurio, indicazione di una doratura a fuoco con mercurio.
La damaschinatura nera della tigre in argento fuso mostra la tecnica del niello, ma utilizza solfuro d'argento invece che solfuro di piombo. Le pietre incastonate nella catena da corpo sono granati e ametista; nei castoni vuoti dovevano esserci delle perle, e presentano tracce di zolfo usato come adesivo o riempitivo.

## Situazione storica all'epoca della sepoltura del tesoro

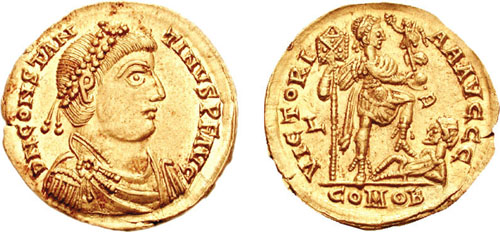
Moneta coniata dall'usurpatore Costantino III, che fu eletto imperatore dalle truppe romane in Britannia nel 407 e nello stesso anno portò con sé tutte le unità militari romane in Gallia, lasciando l'isola alla mercé dei predoni sassoni e irlandesi

Il tesoro di Hoxne fu sepolto in un periodo di grande agitazione in Britannia, caratterizzato dal collasso dell'autorità romana nella provincia, la partenza dell'esercito romano e dalla prima ondata di attacchi degli Anglosassoni. All'inizio del V secolo, infatti, i Visigoti attaccarono l'Italia e il generale Stilicone, comandante in capo dell'esercito romano, richiamò truppe dalla Rezia, dalla Gallia e dalla Britannia per respingerli. Mentre Stilicone conteneva l'attacco visigoto, le province occidentali dell'impero furono lasciate senza difesa di fronte all'attacco dei Suebi, Alani e Vandali, che attraversarono il Reno il 31 dicembre 406 e travolsero la Gallia. Le restanti truppe romane in Britannia, temendo che gli invasori attraversassero la Manica, elessero una serie di imperatori locali che le guidassero nella difesa. I primi due di tali imperatori (Marco e Graziano) furono messi a morte dalle loro stesse insoddisfatte truppe dopo pochi mesi, ma il terzo, Costantino III, condusse un esercito britannico attraverso la Manica in Gallia per conquistare il trono (407); dopo aver sconfitto i barbari in Gallia, Costantino fu sconfitto da un esercito leale all'imperatore Onorio e decapitato nel 411. Con Costantino e il suo esercito impegnato in Gallia, però, la Britannia fu lasciata indifesa di fronte agli attacchi di Sassoni e pirati irlandesi.
Le cronache romane forniscono poche informazioni sugli eventi accaduti in Britannia dopo il 410. Scrivendo un decennio dopo i fatti, Sofronio Eusebio Girolamo descrisse la Britannia postromana come una «provincia fertile di tiranni», suggerendo il collasso dell'autorità centrale e il sorgere di condottieri locali in risposta ai ripetuti attacchi dei Sassoni e altri predoni. Nel 452, un cronista gallico poté affermare che un decennio prima «i Britanni, che fino ai nostri tempi hanno sofferto vari disastri ed eventi sfortunati, sono in potere dei Sassoni».

### Sepoltura
L'identità dei possessori del tesoro di Hoxne, e le loro ragioni per la sua sepoltura, non sono note e probabilmente non lo saranno mai, ma il tesoro stesso e il suo contesto forniscono indizi importanti. Il tesoro fu sepolto con cura, distante da qualunque costruzione. Verosimilmente rappresentava solo una parte patrimonio in metalli preziosi di una persona, o delle persone, che lo possedette: molti tipologie comuni nella gioielleria romana mancano dal tesoro (a differenza, ad esempio, del tesoro di Mildenhall), ed è improbabile che mancassero anche dal patrimonio della famiglia che ne era proprietaria, e che probabilmente possedeva altre ricchezze come terre, bestiame, costruzioni, arredamenti e vesti. Al più, il tesoro di Hoxne rappresenta una parte modesta della ricchezza di una famiglia benestante, o una frazione minuscola dei possedimenti di una famiglia veramente ricca.
La presenza dei nomi «Aurelius Ursicinus» e «Iuliana» sugli oggetti del tesoro non implica necessariamente che persone con quei nomi possedessero il resto del tesoro, sia al momento della sua sepoltura sia precedentemente. Non vi sono riferimenti storici ad un «Aurelius Ursicinus» in Britannia in questo periodo; sebbene un «Marcus Aurelius Ursicinus» sia registrato come membro della Guardia pretoriana a Roma nel periodo 222/235, un soldato o un ufficiale romano tra la fine del IV e l'inizio del V secolo avrebbe più probabilmente assunto il nomen «Flavius», piuttosto che «Aurelius». Per questo è stato suggerito che «il nome "Aurelius Ursicinus" potrebbe essere suonato come antiquato; sarebbe stato certamente più appropriato per un proprietario terriero di provincia che per un ufficiale dell'esercito o un funzionario governativo».
Esistono diverse teorie che tentano di spiegare la ragione per la quale il tesoro fu sepolto; una è che si trattasse del tentativo deliberato di tenere al sicuro la ricchezza della possessore, forse in relazione ad uno dei tanti sconvolgimenti che ebbero luogo nella Britannia romana all'inizio del V secolo. L'archeologo Peter Guest suggerisce che il tesoro sia stato sepolto perché gli oggetti che lo componevano erano utilizzati in un sistema di scambio di doni che, dopo la separazione della Britannia dall'Impero romano, non erano più necessari. Una terza ipotesi è che il tesoro di Hoxne rappresenti il bottino di una rapina, sepolto per non essere individuato.

### Tesori tardo-romani

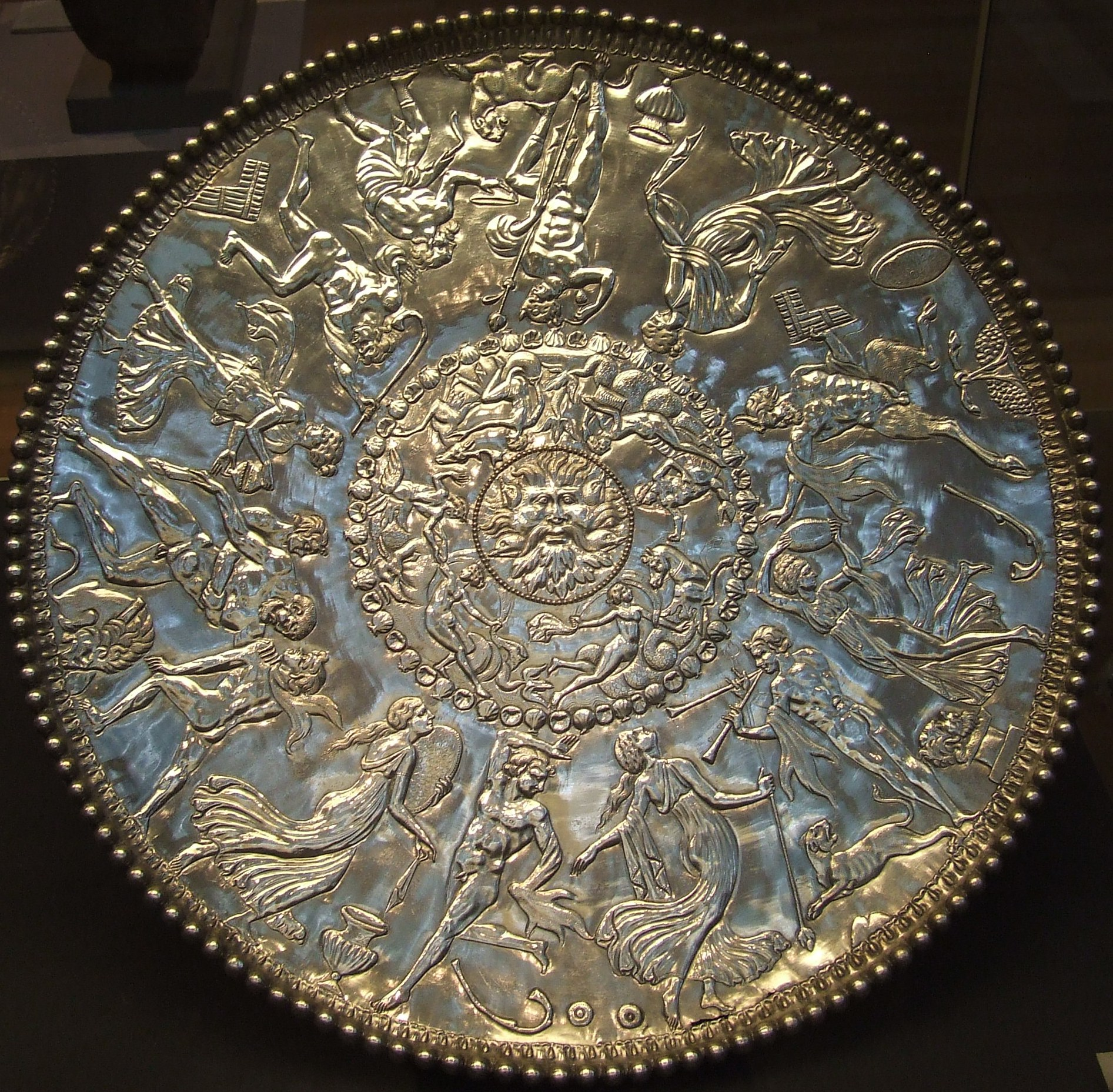
Il «Grande piatto» del tesoro di Mildenhall, splendido esempio risalente al IV secolo di grande vasellame da tavola in argento, della tipologia mancante ad Hoxne, sebbene si ritenga che i padroni del tesoro di Hoxne possedessero pezzi del genere.

Il tesoro di Hoxne fu deposto in un periodo di cento anni (350-450) circa che ha restituito un numero insolitamente alto di tesori sepolti, principalmente dalle zone periferiche dell'Impero romano. Questi tesori hanno caratteristiche disparate, ma molti includono i grandi pezzi di vasellame da tavola in argento che mancano nel tesoro di Hoxne: piatti, boccali, brocche e coppe, alcuni semplici, ma molti con raffinati decori. Altri due tesori scoperti nella moderna Anglia orientale nel corso del XX secolo risalgono pure al IV secolo, ed entrambi sono ora al British Museum: il tesoro di Mildenhall, nel Suffolk, è composto da trenta pezzi di vasellame da tavola in argento depositati nel tardo IV secolo, molti di grandi dimensioni e con decorazioni elaborate, come il «Grande piatto»; il tesoro di Water Newton, da Cambridgeshire, è più piccolo, ma ha la particolarità di essere il più antico deposito di chiaro carattere cristiano, probabilmente appartenuto a una chiesa o a una cappella; alcuni dei pezzi di questa collezione assortita furono realizzati in Britannia. Il tesoro di Kaiseraugst, dal sito dell'antica Augusta Raurica nella moderna Svizzera, conteneva 257 pezzi, tra cui un servizio da banchetto con una sofisticata decorazione. Il tesoro dell'Esquilino, trovato a Roma, apparteneva evidentemente ad una ricca famiglia romana del tardo IV secolo, e include diversi pezzi di grosse dimensioni come il cofanetto di Proiecta; molti degli oggetti del tesoro dell'Esquilino sono al British Museum, come pure le scodelle e i piatti del tesoro di Cartagine, appartenuto ad una rinomata famiglia dell'Africa romana attorno all'anno 400.
I tesori di Mildenhall, Kaiseraugst, e dell'Esquilino includono grandi pezzi di vasellame da tavola. Altri ritrovamenti, come quelli trovati a Thetford e Beaurains, consistono principalmente di monete, gioielli e piccoli oggetti da tavola; questi ritrovamenti sono stati identificati con depositi votivi pagani. Un deposito ritrovato a Traprain Law, in Scozia, contiene pezzi di argenteria romana tagliati e piegati, e dunque conservati solo per il valore venale del metallo prezioso, e potrebbero essere il bottino di una razzia.

### Storia della zona del ritrovamento
Hoxne, il luogo dove il tesoro fu scoperto, è situata nel Suffolk, nella moderna Anglia orientale. Nell'area è stata identificata una villa romana, non grande ma di origine aristocratica, e nelle vicinanze c'era un insediamento romano, occupato dal I al IV secolo, a Scole, circa 3,2 km a nord-ovest di Hoxne, all'intersezione di due strade romane; una di queste, Pye Road (la moderna A140), collegava Venta Icenorum (Caistor St Edmund) a Camulodunum (Colchester) e Londinium (Londra).
Il campo in cui fu scoperto il tesoro fu preparato, secondo i risultati dell'indagine archeologica del 1994, all'inizio dell'età del Bronzo, quando iniziò ad essere usato per l'agricoltura e l'insediamento. Alcune attività stanziali ebbero luogo nei pressi del luogo del ritrovamento nella prima metà del I millennio a.C., ma non vi sono prove di costruzioni romane nelle immediate vicinanze. Il campo del ritrovamento potrebbe essere stato coltivato all'inizio del periodo romano, ma l'apparente assenza di monete del IV secolo suggerisce che possa essere stato successivamente convertito a pascolo o che all'epoca del deposito fosse tornato ad essere boschivo.
Il tesoro di Hoxne non è l'unico tesoro romano ritrovato nell'area. Nel 1781 alcuni lavoratori riportarono alla luce una scatola di piombo nei pressi del fiume a Clint Farm (Eye), 4,8 km a sud di Scole e 3,2 km a sud-ovest di Hoxne. La scatola conteneva circa 600 monete romane risalenti ai regi di Valente e Valentiniano I (regnanti nel 364–375), Graziano (375–383), Teodosio I (378–395), Arcadio (395–408), e Onorio. Si tratta del più grande tesoretto di monete auree romane scoperte in Gran Bretagna, ma i reperti andarono dispersi e non possono essere facilmente rintracciati, e, per tanto, la possibile relazione tra il tesoretto di monete d'oro di Eye e il tesoro di Hoxne non può essere determinato, sebbene la vicinanza suggerisca che siano collegati tra loro.
Poco dopo il ritrovamento del tesoro di Hoxne, fu notato una possibile relazione tra il nome «Faustinus» inciso su uno dei cucchiai e la «Villa Faustini» registrata nell'Itinerario V dell'Itinerario antonino. L'esatta collocazione della Villa Faustini è ignota, ma si trattava della prima stazione dopo Colchester, e si ritiene che fosse da qualche parte lungo la Pye Road, forse in corrispondenza del sito del moderno villaggio di Scole, ad appena tre chilometri da Hoxne. Questa ipotesi è stata successivamente scartata, poiché Faustinus era un nome comune, ed è presente solo su un unico cucchiaio proveniente dal tesoro; per di più, si considera errato derivare la proprietà dell'intero tesoro dal nome inciso sui singoli oggetti. In base alla datazione delle monete, la maggior parte delle quali appartiene al periodo 394–405, è stato anche ipotizzato che il contenuto del tesoro appartenesse originariamente a una famiglia di un militare che accompagnò Flavio Teodosio in Britannia nel 368–369, e che potrebbe essere tornata sul continente con Costantino III nel 407.